# Scopula transcaspica
Scopula transcaspica är en fjärilsart som beskrevs av Louis Beethoven Prout 1935. Scopula transcaspica ingår i släktet Scopula och familjen mätare. Inga underarter finns listade.